# Premio Planeta
De Premio Planeta werd in 1952 ingesteld door de Spaanse uitgever José Manuel Lara Hernández ter promotie van het werk van Spaanse schrijvers. Hij wordt toegekend aan nog onuitgegeven romans in het Castiliaans. De jury bestaat uit zeven gerenommeerde personen uit de wereld van de Spaanse schone letteren en wordt benoemd door uitgeverij Planeta. De prijs wordt elk jaar in oktober uitgereikt. Het is na de jongere Cervantesprijs de meest prestigieuze literaire prijs van Spanje. Het aantal van meer dan 500 ingezonden manuscripten in 2002 bewijst hoe felbegeerd de prijs is. De winnaar krijgt, sinds 2021, 1.000.000 euro. Sinds 1974 krijgt ook de nummer twee een geldprijs, 150.000 euro.
Er bestaat overigens ook een Premio Planeta Argentina.

## Prijswinnaars
- 2022: Lejos de Luisiana, van Luz Gabás
- 2022: Historias de mujeres casadas, van Cristina Campos (2de prijs)
- 2021: La Bestia, van Carmen Mola
- 2021: Últimos días en Berlín, van Paloma Sánchez-Garnica (2de prijs)
- 2020: Aquitania, van Eva García Sáenz de Urturi
- 2020: Un océano para llegar a ti, van Sandra Barneda (2de prijs)
- 2019: Terra Alta, van Javier Cercas
- 2019: Alegría, van Manuel Vilas (2de prijs)
- 2018: Yo, Julia, van Santiago Posteguillo[2]
- 2018: Un mar violeta oscuro, van Ayanta Barilli (2de prijs)
- 2017: El fuego invisible, van Javier Sierra
- 2017: Niebla en Tánger, van Cristina López Barrio (2de prijs)
- 2016: Todo esto te daré, van Dolores Redondo
- 2016: El asesinato de Sócrates, van Marcos Chicot (2de prijs)
- 2015: Hombres desnudos, van Alicia Giménez Bartlett
- 2015: La isla de Alice, van Daniel Sánchez Arévalo (2de prijs)
- 2014: Milena o el fémur más bello del mundo, van Jorge Zepeda Patterson
- 2014: Mi color favorito es verte, van Pilar Eyre (2de prijs)
- 2013: El cielo ha vuelto, van Clara Sánchez
- 2013: El buen hijo, van Ángeles González-Sinde (2de prijs)
- 2012: La marca del meridiano, van Lorenzo Silva
- 2012: La vida imaginaria, van Mara Torres (2de prijs)
- 2011: El imperio eres tú, van Javier Moro
- 2011: Tiempo de arena, van Inma Chacón (2de prijs)
- 2010: Riña de gatos, van Eduardo Mendoza
- 2010: El tiempo mientras tanto, van Carmen Amoraga (2de prijs)
- 2009: Contra el viento, van Ángeles Caso
- 2009: La bailarina y el inglés, van Emilio Calderón (2de prijs)
- 2008: La Hermandad de la Buena Suerte, van Fernando Savater
- 2008: Muerte entre poetas, van Ángela Vallvey (2de prijs)
- 2007: El mundo, van Juan José Millás
- 2007: Villa Diamante, van Boris Izaguirre (2de prijs)
- 2006: La fortuna de Matilda Turpin, van Álvaro Pombo
- 2006: En tiempo de prodigios, van Marta Rivera de la Cruz (2de prijs)
- 2005: Pasiones romanas, van Maria de la Pau Janer
- 2005: Y de repente, un ángel, van Jaime Bayly (2de prijs)
- 2004: Un milagro en equilibrio, van Lucia Etxebarria
- 2004: La vida en el abismo, van Ferran Torment (2de prijs)
- 2003: El baile de la victoria, van Antonio Skarmeta
- 2003: El amante albanés, van Susana Fortes (2de prijs)
- 2002: El huerto de mi amada, van Alfredo Bryce Echenique
- 2002: Las mujeres que hay en mí, van María de la Pau Janer (2de prijs)
- 2001: La canción de Dorotea, van Rosa Regàs
- 2001: Lo que está en mi corazón, van Marcela Serrano (2de prijs)
- 2000: Tant que nous vivons (Mientras vivimos), van Maruja Torres
- 2000: Cuaderno de viaje, van Salvador Compán (2de prijs)
- 1999: Pêches glacées (Melocotones helados), van Espido Freire
- 1999: El egoísta, van Nativel Preciado (2de prijs)
- 1998: Petites infamies (Pequeñas infamias), van Carmen Posadas
- 1998: Pura vida, van José María Mendiluce (2de prijs)
- 1997: La tempête (La tempestad), van Juan Manuel de Prada
- 1997: Mi corazón que baila con espigas, van Carmen Rigalt (2de prijs)
- 1996: El desencuentro, van Fernando Schwartz
- 1996: Te di la vida entera, van Zoé Valdés (2de prijs)
- 1995: La mirada del otro, van Fernando G, van Delgado
- 1995: La fuente de la vida, van Lourdes Ortiz (2de prijs)
- 1994: La cruz de San Andrés, van Camilo José Cela
- 1994: El peso de las sombras, van Ángeles Caso (2de prijs)
- 1993: Lituma en los Andes, van Mario Vargas Llosa
- 1993: El jardín de las dudas, van Fernando Savater (2de prijs)
- 1992: La prueba del laberinto, van Fernando Sánchez Dragó
- 1992: La cruz de Santiago, van Eduardo Chamorro (2de prijs)
- 1991: El jinete polaco, van Antonio Muñoz Molina
- 1991: Los espejos paralelos, van Néstor Luján (2de prijs)
- 1990: El manuscrito carmesí, van Antonio Gala
- 1990: El camino del corazón, van Fernando Sánchez Dragó (2de prijs)
- 1989: Queda la noche, van Soledad Puértolas
- 1989: Las hogueras del rey, van Pedro Casals (2de prijs)
- 1988: Filomeno, a mi pesar, van Gonzalo Torrente Ballester
- 1988: El triángulo, van Alumna de la libertad, van Ricardo de la Cierva (2de prijs)
- 1987: En busca del unicornio, van Juan Eslava Galán
- 1987: El mal amor, van Fernando Fernán-Gómez (2de prijs)
- 1986: No digas que fue un sueño, van Terenci Moix
- 1986: La jeringuilla, van Pedro Casals (2de prijs)
- 1985: Yo, el rey, van Juan Antonio Vallejo-Nágera
- 1985: Pío XII, la escolta mora y un general sin un ojo, van Francisco Umbral (2de prijs)
- 1984: Crónica sentimental en rojo, van Francisco González Ledesma
- 1984: La guerra del Wolfram, van Raúl Guerra Garrido (2de prijs)
- 1983: La guerra del general Escobar, van José Luis Olaizola
- 1983: La canción del pirata, van Fernando Quiñones (2de prijs)
- 1982: Jaque a la dama, van Jesús Fernández Santos
- 1982: La conspiración del Golfo, van Fernando Schwartz (2de prijs)
- 1981: Y Dios en la última playa, van Cristóbal Zaragoza
- 1981: Llegará tarde a Hendaya, van José María del Val (2de prijs)
- 1980: Volavérunt, van Antonio Larreta
- 1980: El aire de un crimen, van Juan Benet (2de prijs)
- 1979: Los mares del sur, van Manuel Vázquez Montalbán
- 1979: Las mil noches de Hortensia Romero, van Fernando Quiñones (2de prijs)
- 1978: La muchacha de las bragas de oro, van Juan Marsé
- 1978: Los invitados, van Alfonso Grosso (2de prijs)
- 1977: Autobiografía de Federico Sánchez, van Jorge Semprún
- 1977: Divorcio para una vírgen rota, van Ángel Palomino (2de prijs)
- 1976: En el día de hoy, van Jesús Torbado
- 1976: La buena muerte, van Alfonso Grosso (2de prijs)
- 1975: La gangrena, van Mercedes Salisachs
- 1975: El pájaro africano, van Víctor Alba (2de prijs)
- 1974: Icaria, Icaria.., van Xavier Benguerel
- 1974: Gran café, van Pedro de Lorenzo (2de prijs)
- 1973: Azaña, van Carlos Rojas
- 1973: Adagio confidencial, van Mercedes Salisachs (2de prijs)
- 1972: La cárcel, van Jesús Zárate
- 1972: El sitio de nadie, van Hilda Perera (2de prijs)
- 1971: Condenados a vivir, van José María Gironella
- 1971: Seno, van Ramiro Pinilla (2de prijs)
- 1970: La cruz invertida, van Marcos Aguinis
- 1970: Retrato de una bruja, van Luis de Castresana (2de prijs)
- 1969: En la vida de Ignacio Morel, van Ramón J, van Sender
- 1969: Redoble por rancas, van Manuel Scorza (2de prijs)
- 1968: Con la noche a cuestas, van Manuel Ferrand
- 1968: No hay aceras, van Pedro Entenza (2de prijs)
- 1967: Las últimas banderas, van Ángel María de Lera
- 1967: Tiempo de morir, van Eugenio Juan Zappietro (2de prijs)
- 1966: A tientas y a ciegas, van Marta Portal
- 1966: Stress, van Santiago Moncada (2de prijs)
- 1965: Equipaje de amor para la tierra, van Rodrigo Rubio
- 1965: Spanish Show, van Julio Manegat (2de prijs)
- 1964: Las hogueras, van Concha Alós
- 1964: El adúltero y el dios, van "Vizarco" (2de prijs)
- 1963: El cacique, van Luis Romero
- 1963: El santo y el demonio, van Víctor Chamorro (2de prijs)
- 1962: Se enciende y se apaga una luz, van Ángel Vázquez
- 1962: El pozo de los monos, van Juan Antonio Usera (2de prijs)
- 1961: La mujer de otro, van Torcuato Luca de Tena
- 1961: La oración del diablo, van Andrés Avelino Artís (2de prijs)
- 1960: El atentado, van Tomás Salvador
- 1960: El borrador, van Manuel San Martín (2de prijs)
- 1959: La noche, van Andrés Bosch
- 1959: El grito de la paloma, van José María Castillo (2de prijs)
- 1958: Pasos sin huellas, van Fernando Bermúdez de Castro
- 1958: La ciudad amarilla, van Julio Manegat (2de prijs)
- 1957: La paz empieza nunca, van Emilio Romero
- 1957: Siete puertas, van Elisa Brufal (2de prijs)
- 1956: El desconocido, van Carmen Kurtz
- 1956: A fuego lento, van Raúl Grien (2de prijs)
- 1955: Tres pisadas de hombre, van Antonio Pietro
- 1955: Carretera intermedia, van Mercedes Salisachs (2de prijs)
- 1954: Pequeño teatro, van Ana María Matute
- 1954: El fulgor y la sangre, van Ignacio Aldecoa (2de prijs)
- 1953: Una casa con goteras, van Santiago Lorén
- 1953: Otros son los caminos, van Antonio Ortiz Muñoz (2de prijs)
- 1952: En la noche no hay caminos, van Juan José Mira
- 1952: Tierra de promisión, van Severino Fernández (2de prijs)

## Officiële website
- Premio Planeta

- Biblioteca Nacional de España: XX3670928
- Virtual International Authority File: 228682519